# ナイアガラフォールズ (オンタリオ州)

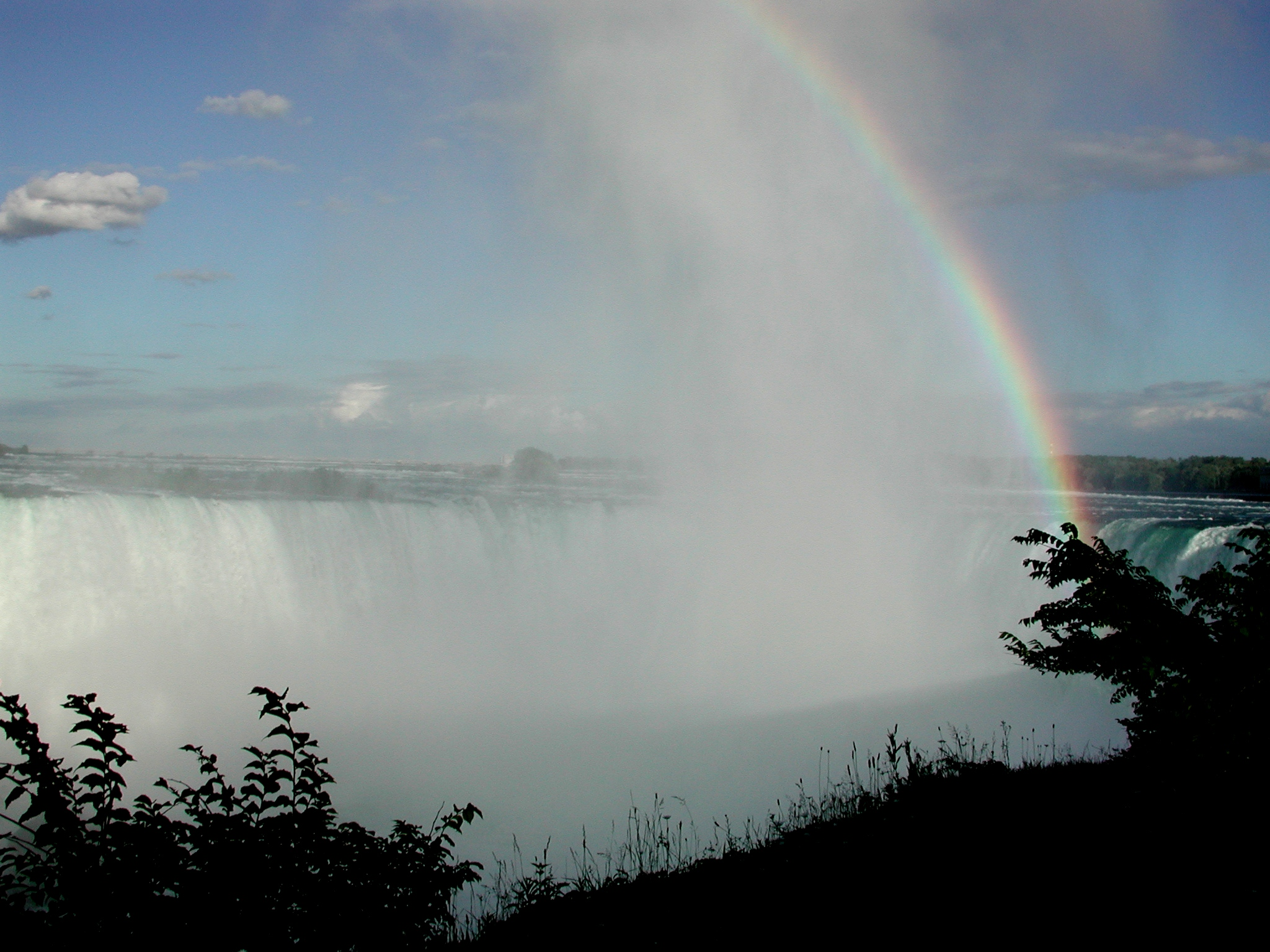
カナダ滝

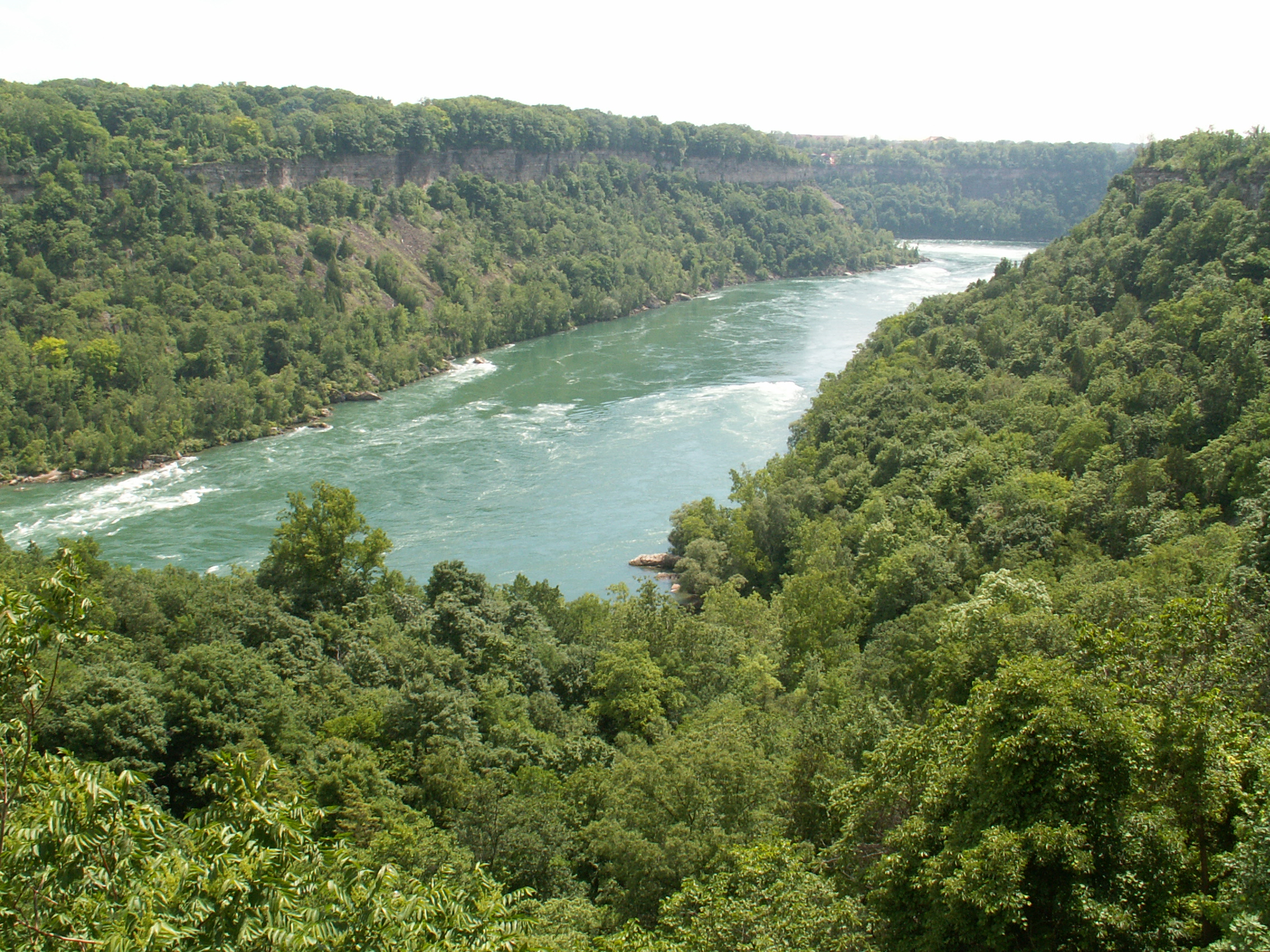
ナイアガラ川

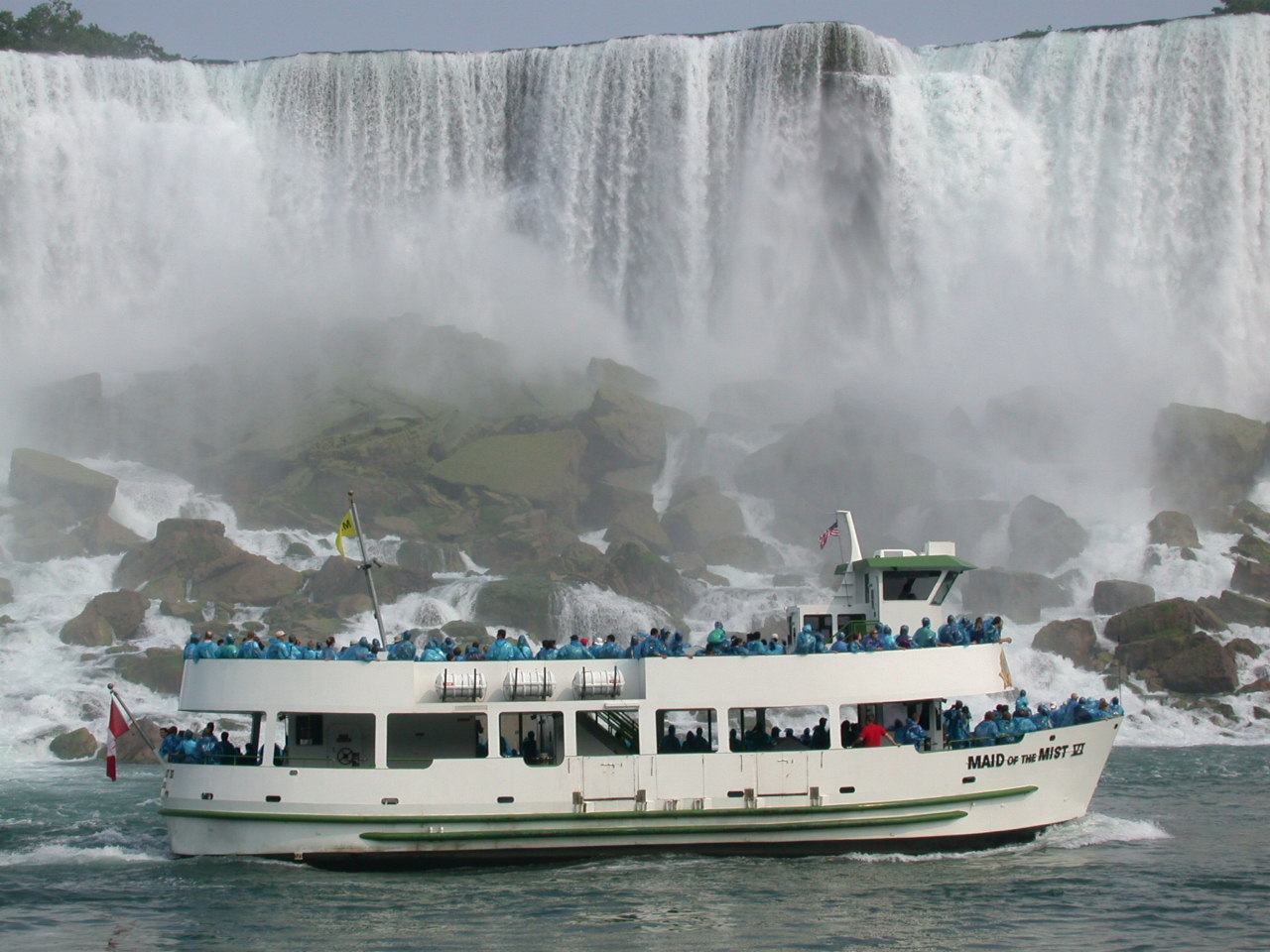
霧の乙女号

ナイアガラフォールズ（英語：Niagara Falls）は、カナダのオンタリオ州南西部に位置する都市。人口は9万4415人（2021年）。ナイアガラ川に面しており、世界三大瀑布のひとつとして知られるナイアガラの滝がある。新婚旅行で訪れる人が多いことから、別名「ハネムーン・シティ」とも呼ばれる。対岸のアメリカ側にはニューヨーク州のナイアガラフォールズ市がある。
ナイアガラの滝を眺望できる地勢からナイアガラフォールズ市は世界的に知られた観光地であり、滝と川沿いのエリアは観光地区として開発されている。この地区には駐車場、ギフトショップ、展望台タワー、高層ホテル、カジノ、劇場などが見られる。
米英戦争の舞台になった市内北部と南部のエリア沿いには、ゴルフコースもある。

## 歴史
イロコイ族の先住民が定住していたが、1670年代に、フランス人司祭ルイス・ヘネピンがこの地区を訪れて以降、17世紀からヨーロッパ人の入植が始まった。
19世紀初頭から観光業が始まり、地元経済の重要な産業となる。観光地として著名であることを利用して、同市は新婚旅行先としての宣伝を自ら展開した。
1914年5月20日に同市でナイアガラフォールズ平和会議が開催された。
1970年に上層の行政体「ナイアガラ地域」が発足した際に、同市はチパワ村を始め、周辺の町や村を合併して現在の姿となる。

## 地理
トロントからナイアガラフォールズ市までの区間130kmは高速道路で結ばれている。

### 地形
エリー湖からオンタリオ湖へ流れ注ぐナイアガラ川とナイアガラの滝に沿ってナイアガラフォールズ市がつくられた。

### 気候
ナイアガラ地域の気候は比較的穏やかであるが、夏と冬の寒暖差は激しい。

## 人口動勢
| 民族                  | 人口   | 割合（%） |
| --------------------- | ------ | --------- |
| イギリス系            | 22,880 | 29.32     |
| イタリア系            | 15,425 | 19.77     |
| スコットランド系      | 13,910 | 17.82     |
| アイルランド系        | 11,200 | 14.35     |
| フランス系            | 8,710  | 11.16     |
| 出典： 2001年国勢調査 |        |           |

2006年の国勢調査によるとナイアガラフォールズ市の人口は8万2,184人で、2001年統計より4.3%の伸びを見せている。広域圏の人口は42万7,421人。カナダの全国平均より高齢化が進んでおり、14歳以下の割合が18.09%、65歳以上の人口は17.03%となっている。
同市の住民の83.97%がキリスト教徒とされ、その内訳はカトリックが41.99%、プロテスタントが36.80%、正統教義を含め、そのほかのキリスト教徒が5.18%存在する。14.10%が無宗教で、残りの1.93%は少数ではあるが、ユダヤ教、仏教、ヒンドゥー教、イスラム教などである。

## 経済

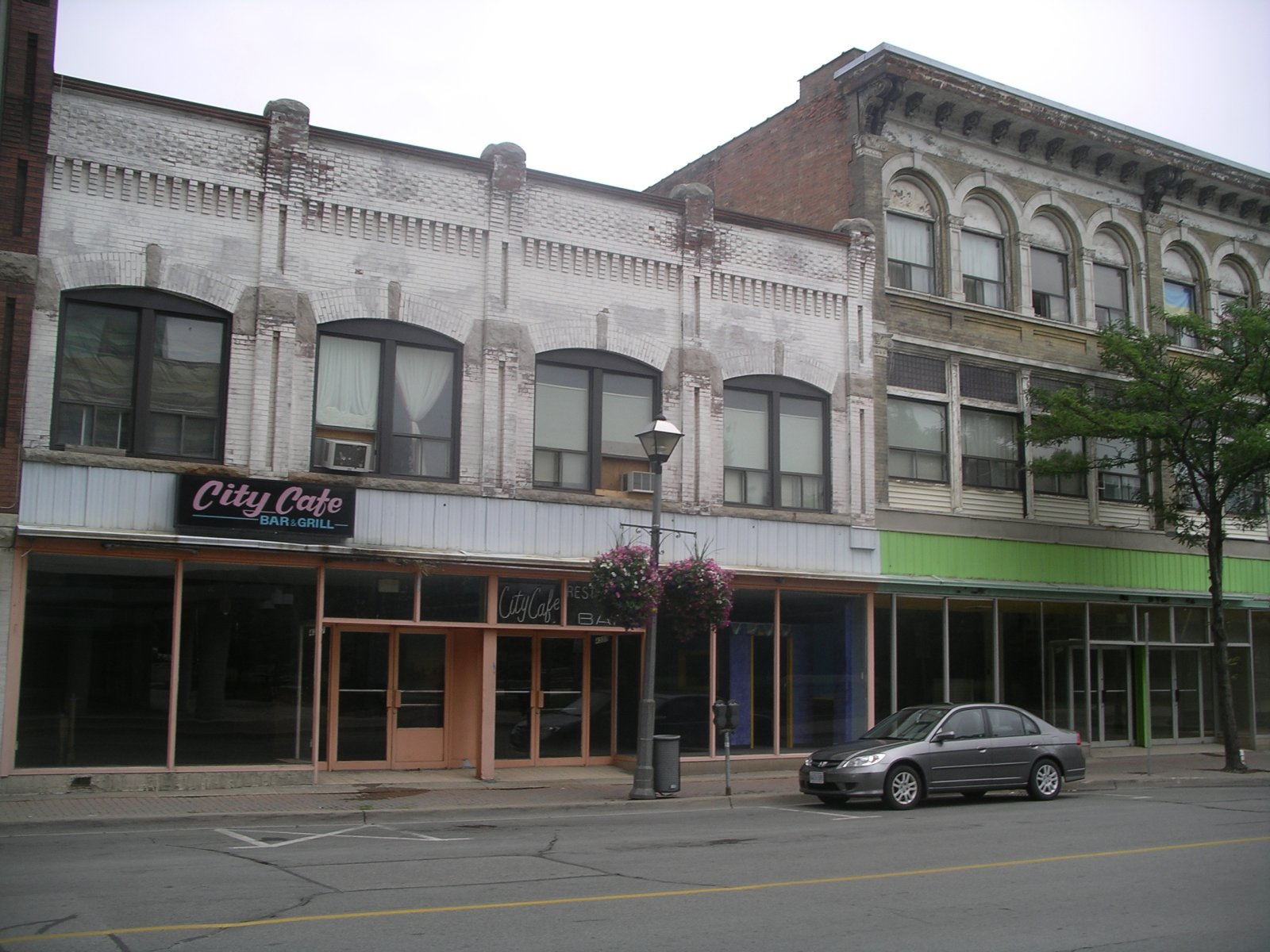
ダウンタウン

滝による安価な水力発電が豊富にできるため、20世紀初期から中頃には電子化学や電子冶金の産業が入っていた。これらの産業は不況と国際競争のため、1970年代から1980年代に同市から撤退した。観光業が最も重要な経済基盤であり、ニューヨーク州のナイアガラフォールズ市より滝の眺望がよいため、観光地として栄えている。またオンタリオ州では飲酒は19歳から認められているのに対し、アメリカでは21歳と法的な制約があるため、19歳から20歳の世代をカナダ側に呼び込むことにもつながっている。
1990年代中頃、オンタリオ州は賭博の合法化を発表し、カジノ・ナイアガラが建設された。1990年代後半、経済ブームにのって高級ホテルや観光施設が多く建てられた。2004年にはより大きなカジノ施設「ナイアガラ・フォールズビュー・カジノ・リゾート」が完成。カナダドルが米ドルより安価であったため、カジノ・ビジネスはアメリカ人観光客を呼び込むことに成功した。しかし、アメリカ側にもセネカ・ナイアガラ・カジノが建ち、カナダドルが強くなったことに加え、入国審査が厳しくなっていることから、アメリカからの旅行客は減少傾向にある。
近年、開発の中心はクリフトンヒルとフォールズビュー地区に行われており、ダウンタウンは再開発が進まず空き店舗が目立つ。1970年代までのダウンタウンは、地元の経済とナイトライフの中心として栄えていたが、ナイアガラ・スクエア・ショッピング・モールができたことにより、小売店や客足が流れてしまった。
ダウンタウン地区の再開発計画案が2006年以降に見られたが、2007年2月、計画案が行き詰ったことが明るみとなる。

## 行政
ナイアガラフォールズ市議会は市長と議員8名によって構成されている。市議会選挙は4年おきに行われ、次期選挙は2010年の11月に予定されている。議会は、市の政策と決定、監視、運営、予算などの責任を負う。

## 教育
ナイアガラ教育委員会とナイアガラ・カトリック教育委員会の二つの委員会によってナイアガラ地域の小学校と中等・高等学校の運営を行っている。私立の学校も多くある。

### 高等教育機関
- ブロック大学 （セントキャサリンズ市内）
- ナイアガラ・カレッジ （ウェランド、ナイアガラフォールズ、ナイアガラオンザレイク）

### 高等学校
- セント・マイケル・カトリック高等学校
- ウエストレイン・セカンダリー学校
- スタンフォード・カレジエイト
- A Nマイヤー・セカンダリー学校
- セント・ポール・カトリック高等学校

### 図書館
市内の図書館は本館と4つの分館があり、週1万人の利用客がある。同市の図書館システムはナイアガラに関する歴史の資料を公開しており、データベースを通じてオンラインで2万点以上の写真や芸術作品に触れることができる。

## 文化・行事
- 冬の光の祭典

11月初旬から1月初旬まで行われるイルミネーションのイベントである。最初に実施されたイルミネーション・プロジェクトでは、アメリカ側のナイアガラフォールズ市も参加していたが、現在ではオンタリオ州側のみがイベントの公式スポンサーとなっている。

## 観光地区

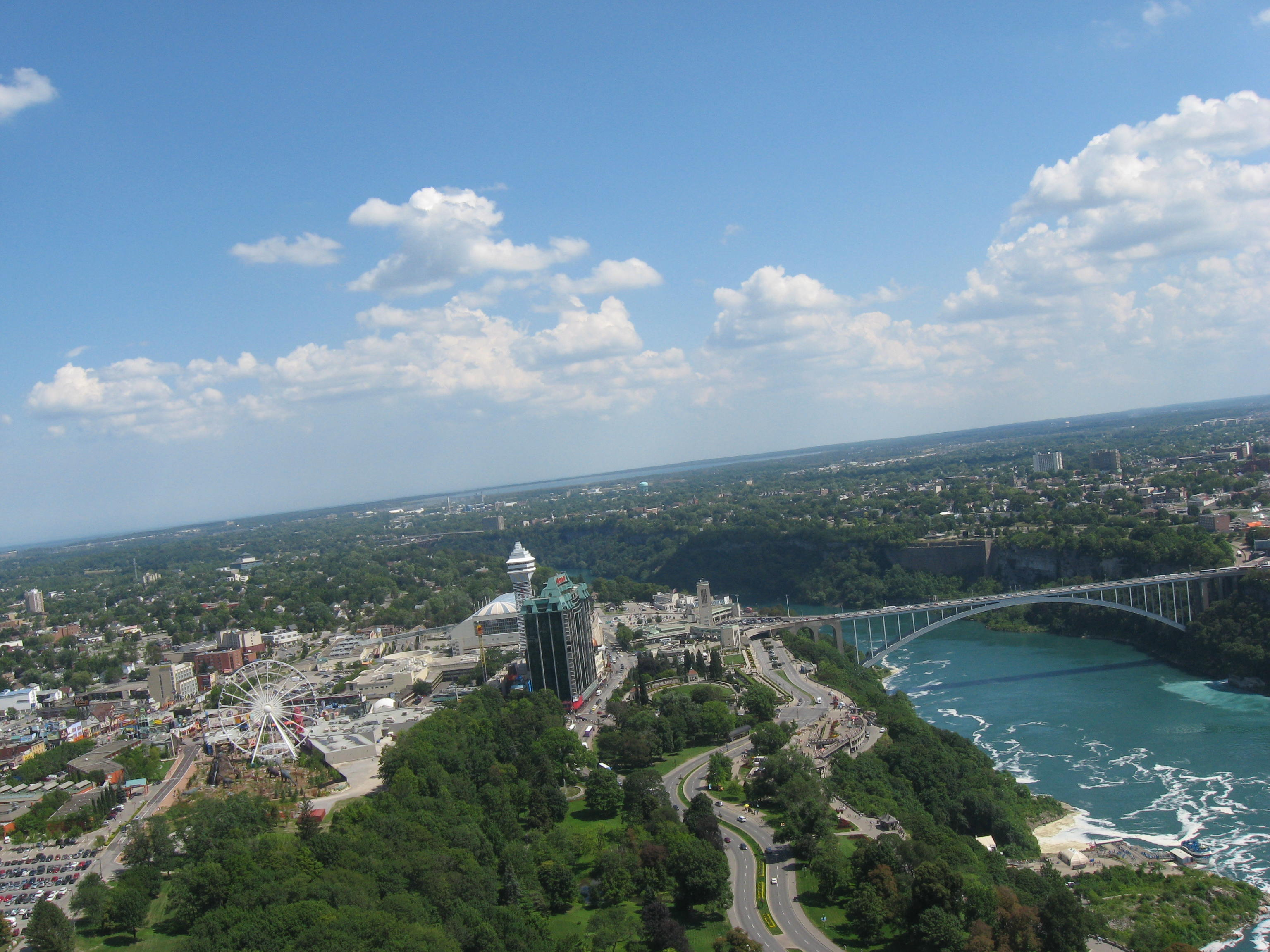
スカイロン・タワーから見下ろすナイアガラ川とその周辺 - 左岸がオンタリオ州のナイアガラフォールズ市、右岸がニューヨーク州のナイアガラフォールズ市

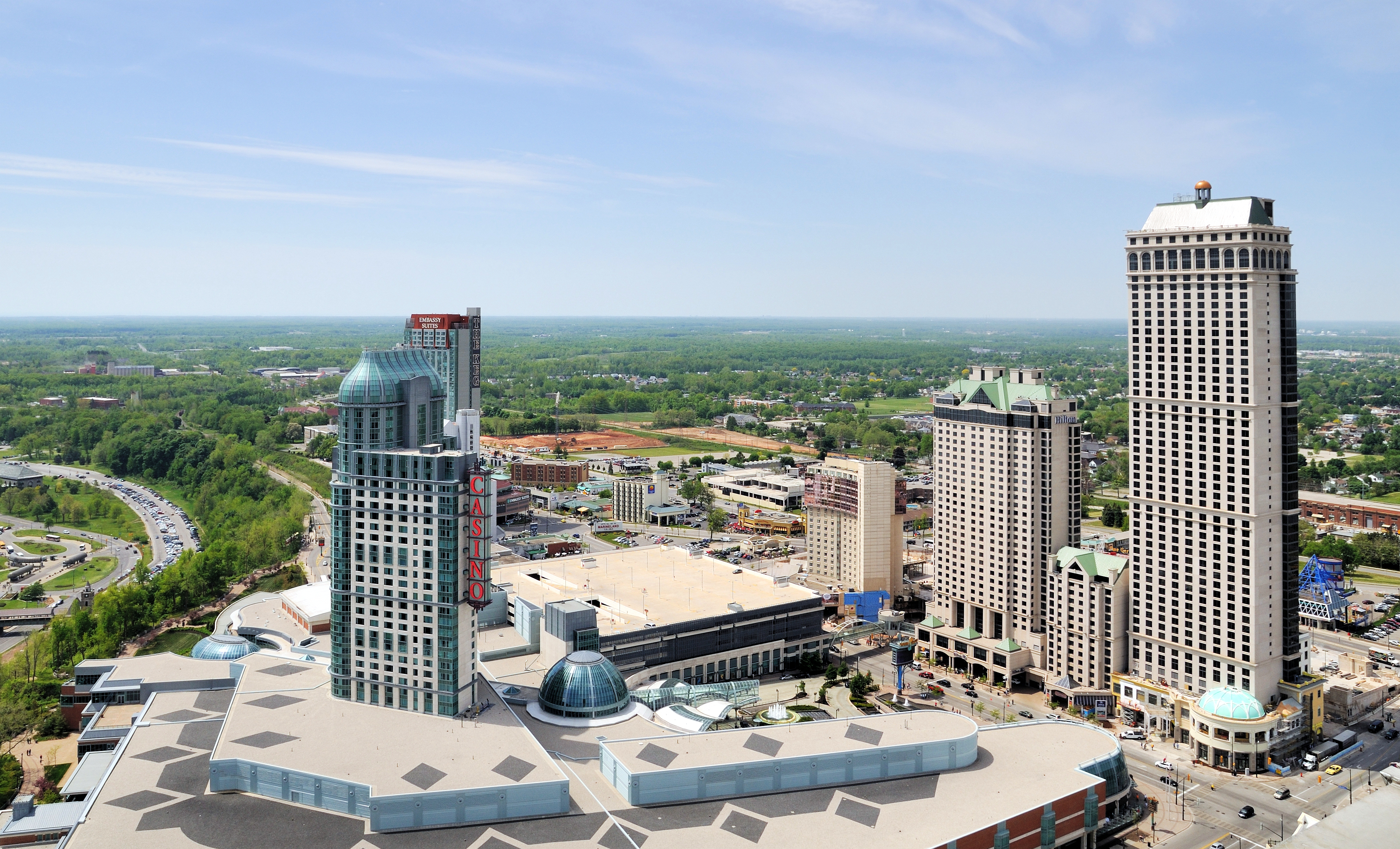
フォールズビュー・カジノ

ナイアガラの観光地は滝を中心に、エリー湖からナイアガラ川沿いにオンタリオ湖までのエリアにある。滝周辺の土地はナイアガラ・パークス（ナイアガラ公園管理局）によって管理・運営されている。また、エリアには滝や自然のアトラクションだけでなく、カジノや娯楽複合施設なども見られる。
また、ナイアガラ半島はワイン産地で知られ、近年大きな成長を見せている。ワイナリーツアーやフェスティバルも地元への経済効果が大きい。

### 滝の展望
- 霧の乙女号
- ジャニー・ビハインド・ザ・フォールズ （JBF）
- スカイロン・タワー（英語版）
- ナイアガラの花火
- ナイアガラ・イルミネーション
- ナイアガラ・ヘリコプターズ
- ナイアガラ・スカイウィール（観覧車）

### ナイアガラ川周辺
- ナイアガラ植物園
- 花時計
- ワールプール・エアロカー
- ホワイト・ウォーター・ウォーク
- 冬の光の祭典
- 蝶観察館
- ナイアガラ・ヘリテージ・トレイル
- ダファリン諸島
- ワールプール・ジェットボート
- ゴルフコース

### 観光スポット
- クリフトンヒル
- マリンランド
- IMAXシアター
- グレッグ・フリューイン劇場

### カジノ
- カジノ・ナイアガラ - 1996年オープン
- フォールズビュー・カジノ - 2004年オープン

## 交通

### 道路
ナイアガラフォールズ市とニューヨーク州のナイアガラフォールズは、カナダ、アメリカ、それぞれの主要高速道路、ハイウェイ400号線シリーズ、クイーン・エリザベス・ウェイ（Queen Elizabeth Way）とで結ばれている。この区間はトロントとバッファロー間をも結んでいる。
ナイアガラ・パークウェイは、ナイアガラ・パークスによって運営されている道路である。

### 空港
- バッファロー・ナイアガラ国際空港 （ニューヨーク州）
- トロント・ピアソン国際空港 （オンタリオ州）
- ハミルトン・ジョン・C・マンロ国際空港 （オンタリオ州）
- ナイアガラ・ディストリクト空港 （オンタリオ州）

上記、3つの国際空港へはシャトルバスが運行されている。

### 鉄道

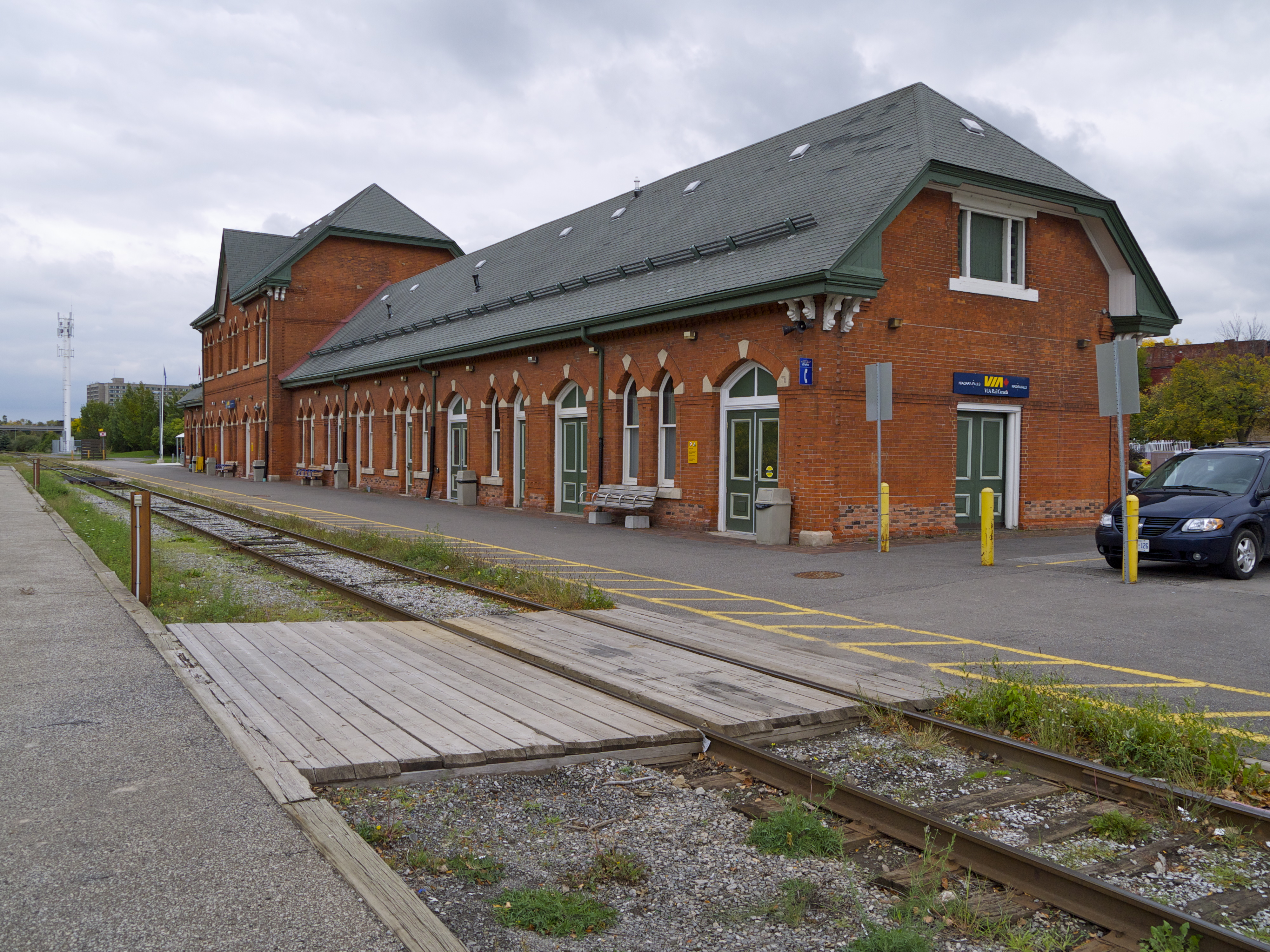
ナイアガラフォールズ（オンタリオ州）駅

VIA鉄道およびGOトランジット（GO Transit）レイクショア・ウェスト線のナイアガラフォールズ (オンタリオ州)駅はブジッジ・ストリート4267にある。
アムトラックのトロントとニューヨーク間の昼行国際列車メープルリーフ号…1日1往復停車。
季節運行のGOトランジット（GO Transit）のレイクショア・ウェスト線はトロントやハミルトンと結んでいる。

### バス
ナイアガラフォールズ交通局（公共交通機関）
コーチカナダ （トロントとバッファローから定期便が出ている）
グレイハウンド・カナダ （トロントとバッファローから定期便が出ている）
ナイアガラ・エアバス （空港間シャトルバス等を運行）

## メディア
ふたつの地元新聞社があり、ラジオ局が3つ、コミュニティのテレビ局がひとつある。他のメディアは、ハミルトン、トロント、バッファローからものが基盤である。
地勢的にはバッファローに近いが、ナイアガラフォールズ市では、バッファローよりもトロントのメディア・マーケットに含まれる傾向にある。しかしながら、ラジオ局はバッファロー寄りである。

### 新聞社
トロントとバッファローに挟まれている関係上、住民はトロント・スターやトロント・サン、ザ・バッファロー・ニュースも手にしやすい。
- 地元新聞社：
  - ナイアガラ・ディス・ウィーク - コミュニティ新聞紙としては国内最大規模。
  - ナイアガラフォールズ・レビュー

### ラジオ局
- 710 AM - CJRN、観光情報
- 101.1 FM - CKEY、"Z101"
- 105.1 FM - CFLZ、"105.1 The River"

### テレビ局
- TV Cogeco - ナイアガラフォールズのコミュニティ局。
- CIII-TV55 - グローバル・テレビジョン 送信機はフォートエリーにある。
- CHCH - ハミルトンからナイアガラ地域に放送しているテレビ局。

## スポーツ
- ナイアガラフォールズ・カナックス - ジュニア・ホッケー・リーグのチーム。

## 出身人物
- ウイリアム・ジオーク - 化学者
- ゴードン・シングルトン - 自転車競技選手
- アーネスト・キルボルン - 宣教師
- ジェニファー・ブレイク - プロレスラー
- ハロルド・ハワード - 総合格闘家
- ラッセル・タイバート - サッカー選手